# Kanton Melle
Kanton Melle is een kanton van het Franse departement Deux-Sèvres. Kanton Melle maakt deel uit van het arrondissement Niort en telt 20.543 inwoners (2019).

## Gemeenten
Het kanton Melle omvatte tot en met 2014 de volgende gemeenten:
- Chail
- Maisonnay
- Mazières-sur-Béronne
- Melle (hoofdplaats)
- Paizay-le-Tort
- Pouffonds
- Saint-Génard
- Saint-Léger-de-la-Martinière
- Saint-Martin-lès-Melle
- Saint-Romans-lès-Melle
- Saint-Vincent-la-Châtre
- Sompt

Na de herindeling van de kantons omvatte het vanaf 2015: 39 gemeenten.
Als gevolg van de vorming van de fusiegemeenten Alloinay op 1 januari 2017 en Chef-Boutonne, Fontivillié, Marcillé, Melle en Valdelaume op 1 januari 2019, telt het nu volgende 26 gemeenten : 
- Alloinay
- Aubigné
- Caunay
- Chef-Boutonne
- Clussais-la-Pommeraie
- Couture-d'Argenson
- Fontenille-Saint-Martin-d'Entraigues
- Fontivillié
- La Chapelle-Pouilloux
- Limalonges
- Lorigné
- Loubigné
- Loubillé
- Mairé-Levescault
- Maisonnay
- Marcillé
- Melle
- Melleran
- Montalembert
- Pers
- Pliboux
- Saint-Romans-lès-Melle
- Saint-Vincent-la-Châtre
- Sauzé-Vaussais
- Valdelaume
- Villemain